# Hong Kong Open 1998
Die Hong Kong Open 1998 waren eines der Top-10-Turniere des Jahres im Badminton in Asien. Sie fanden im Queen Elizabeth Stadium in Wan Chai vom 25. bis 29. November statt. Das Preisgeld betrug 170.000 USD, was dem Turnier den Fünf-Sterne-Status im World Badminton Grand Prix einbrachte.

## Sieger und Platzierte
| Disziplin    | Gold                        | Silber                     | Bronze                            |
| ------------ | --------------------------- | -------------------------- | --------------------------------- |
| Herreneinzel | Budi Santoso                | Chen Gang                  | Rashid Sidek                      |
| Herreneinzel | Budi Santoso                | Chen Gang                  | Peter Gade                        |
| Dameneinzel  | Camilla Martin              | Lidya Djaelawijaya         | Chan Ya-lin                       |
| Dameneinzel  | Camilla Martin              | Lidya Djaelawijaya         | Ling Wan Ting                     |
| Herrendoppel | Tony Gunawan Candra Wijaya  | Jens Eriksen Jesper Larsen | Peter Axelsson Pär-Gunnar Jönsson |
| Herrendoppel | Tony Gunawan Candra Wijaya  | Jens Eriksen Jesper Larsen | Eng Hian Flandy Limpele           |
| Damendoppel  | Chen Lin Jiang Xuelian      | Liu Lu Qiang Hong          | Joanne Goode Donna Kellogg        |
| Damendoppel  | Chen Lin Jiang Xuelian      | Liu Lu Qiang Hong          | Ann Jørgensen Majken Vange        |
| Mixed        | Michael Søgaard Rikke Olsen | Simon Archer Joanne Goode  | Nathan Robertson Joanne Davies    |
| Mixed        | Michael Søgaard Rikke Olsen | Simon Archer Joanne Goode  | Bambang Suprianto Zelin Resiana   |

## Finalergebnisse
| Disziplin    | Sieger                      | Finalist                   | Ergebnis         |
| ------------ | --------------------------- | -------------------------- | ---------------- |
| Herreneinzel | Budi Santoso                | Chen Gang                  | 15-10, 15-10     |
| Dameneinzel  | Camilla Martin              | Lidya Djaelawijaya         | 11-3, 11-0       |
| Herrendoppel | Candra Wijaya Tony Gunawan  | Jens Eriksen Jesper Larsen | 15-10, 15-9      |
| Damendoppel  | Chen Lin Jiang Xuelian      | Qian Hong Liu Lu           | 15-4, 15-11      |
| Mixed        | Michael Søgaard Rikke Olsen | Simon Archer Joanne Goode  | 8-15, 15-7, 15-8 |